# Chmiel (nazwisko)
Chmiel – polskie nazwisko wywodzącego się od słowiańskiego plemienia Ślężan, ale i terenów dzisiejszej Kielecczyzny, po raz pierwszy odnotowane w 1369 roku (najliczniejszą grupę stanowili Lędzianie i Wiślanie), które znajduje się na liście Nałęcz (Herbu Szlacheckiego). Na chwilę obecną Polskę o tym nazwisku zamieszkuje 14918 osób.

## Osoby popularne o tym nazwisku
- Adam Chmiel – polski historyk kultury, archiwista, znawca i miłośnik Krakowa.
- Andrzej Chmiel – polski nauczyciel i polityk, poseł na Sejm RP I kadencji.
- Jerzy Chmiel – polski ksiądz katolicki, biblista, członek Polskiej Akademii Nauk.
- Karol Chmiel – polski nauczyciel, działacz oświatowy i bibliotekarz.
- Karol Chmiel – polski wojskowy.
- Małgorzata Chmiel – polski polityk
- Maciej Chmiel – polski dziennikarz radiowy i telewizyjny, producent programów telewizyjnych i filmów dokumentalnych.
- Maciej Chmiel – (ur. 1979) polski fotograf, redaktor, kierownik Redakcji Fotograficznej Polskiej Agencji Prasowej.
- pseudonim Papcio Chmiel – Henryk Jerzy Chmielewski – polski grafik.

## Geograficzne występowanie nazwiska w Polsce
Nazwisko występuje w 339 odmiennych powiatach i miastach. Najwięcej zameldowanych jest w Rzeszowie, a dokładnie 628.
Dalsze powiaty / miasta ze szczególnie dużą liczbą osób o tym nazwisku : Cieszyn (445), m. Kraków (377), m. Lublin (360), Warszawa (357), Łańcut (343), Ropczyce (323), Janów Lubelski (321), Wadowice (279) i Sandomierz z liczbą wpisów 279.